# Mirror Palace
Mirror Palace is het vierde album van de Belgische band Oceans of Sadness, uitgebracht in 2007 door Scarlet Records.

## Nummers
1. "Mould" — 4:37
2. "Mirror Palace" — 6:11
3. "Cruel Sacrifice" — 5:23
4. "Sleeping Dogs" — 4:16
5. "Intoxicate Me" — 5:36
6. "Them Bones (Alice in Chains Cover)" — 2:29
7. "Sheep and Shepherds" — 4:46
8. "Pride and Shame" — 4:04
9. "Silence Is Gold" — 4:54
10. "I Know You Know" — 5:52